# Wereldbeker snowboarden 2005/2006
De wereldbeker snowboarden 2005/2006 is een competitie voor snowboarders georganiseerd door de FIS.
De wereldbeker bestaat in dit seizoen uit vier disciplines voor mannen (big air, halfpipe, snowboardcross en parallelslalom) en drie voor vrouwen (halfpipe, snowboard cross en parallelslalom).
Er is in het snowboarden geen algemene wereldbeker meer, enkel nog een klassement per discipline.

## Uitslagen

### Parallelle slalom
1994/1995 ·
1995/1996 ·
1996/1997 ·
1997/1998 ·
1998/1999 ·
1999/2000 ·
2000/2001 ·
2001/2002 ·
2002/2003 ·
2003/2004 ·
2004/2005 ·
2005/2006 ·
2006/2007 ·
2007/2008 ·
2008/2009 ·
2009/2010 ·
2010/2011 ·
2011/2012 ·
2012/2013 ·
2013/2014 ·
2014/2015 ·
2015/2016 ·
2016/2017 ·
2017/2018 ·
2018/2019 ·
2019/2020 ·
2020/2021 ·
2021/2022 ·
2022/2023 ·
2023/2024 ·
2024/2025
Alpineskiën ·
Biatlon ·
Bobsleeën ·
Freestyleskiën ·
Langlaufen ·
Noordse combinatie ·
Rodelen ·
Schaatsen ·
Schansspringen ·
Shorttrack ·
Skeleton ·
Snowboarden